# Concord (Alabama)
Concord è un census-designated place (CDP) degli Stati Uniti d'America situato nella contea di Jefferson dello stato dell'Alabama.